# Algemene Centrale der Liberale Vakbonden van België
De Algemene Centrale der Liberale Vakverbonden van België (ACLVB) of Centrale Générale des Syndicats Libéraux de Belgique (CGSLB) of Allgemeine Zentrale der Liberalen Gewerkschaften Belgiens (AZLGB) is een van de drie representatieve vak(ver)bonden van België. De Liberale Vakbond vertegenwoordigt ongeveer 297.000 werknemers in België.

## Geschiedenis
De ACLVB vindt net als de andere Belgische vakbonden haar oorsprong in de tweede helft van de 19e eeuw. Ze is gegroeid uit verschillende liberale vakverenigingen die overal in het land ontstonden. In 1920 leidde dat tot de oprichting van de Nationale Centrale der Liberale Vakbonden van België. De naam werd in 1939 veranderd in ACLVB.
De ACLVB kende een gestage groei tijdens de laatste jaren. Dat vertaalde zich onder meer in een stijging van het aantal mandaten in de werknemersorganen in de bedrijven na de laatste sociale verkiezingen.
Eind oktober 2006 nam Guy Haaze ontslag als voorzitter van de ACLVB. Op 13 januari 2007 werd Jan Vercamst op een buitengewoon congres verkozen tot nieuwe Nationaal Voorzitter. Hij volgde Nationaal secretaris Luk De Vos op, die de functie van voorzitter ad interim waarnam na het ontslag van Guy Haaze. In 2015 volgde Mario Coppens Vercamst op.

## Missie
De ACLVB hangt een sociaal-liberale filosofie aan en is daarmee een van de weinige vakbonden die zich dan ook ten volle steunt op de liberale ideologie. Centraal staat daarbij overleg. Stakingen worden gezien als een ultiem drukmiddel, dat pas gebruikt wordt wanneer andere pressiemiddelen niet blijken te helpen.
De Liberale Vakbond onderscheidt zich van de andere Belgische vakbonden door haar interprofessionele structuur. Arbeiders en bedienden uit verschillende sectoren maken deel uit van dezelfde organisatie. Dit in tegenstelling tot het christelijke ACV en het socialistische ABVV die bestaan uit verschillende vakgroepen. Enige uitzondering is het Vrij Syndicaat voor het Openbaar Ambt (VSOA) dat de ambtenaren vertegenwoordigt binnen de ACLVB.

### Naamswijziging
In juli 2025 wordt aan de 310.000 leden van de ACLVB de vraag gesteld of ze vinden dat hun organisatie van naam moet veranderen. Daarbij wordt gevraagd of het woord 'liberaal' en de kenmerkende blauwe kleur kunnen verdwijnen.

## Structuur

### Voorzitters
| Periode    | Voorzitter           |
| ---------- | -------------------- |
| 1920-1942  | Paul Lamborelle      |
| 1944-1959  | Adolphe Van Glabbeke |
| 1959-1989  | Armand Colle         |
| 1989-1994  | Willy Waldack        |
| 1994-2006  | Guy Haaze            |
| 2006-2015  | Jan Vercamst         |
| 2015-2023  | Mario Coppens        |
| 2023-heden | Gert Truyens         |

### Internationaal
Internationaal gezien maakt de ACLVB deel uit van het Internationaal Vakverbond (IVV) en het Europees Vakverbond (EVV).